# Víctor Adriazola
Víctor Manuel Adriazola Ortiz  (Chile, 3 de junio de 1943) es un exfutbolista y entrenador chileno que jugaba en la posición de defensa.

## Trayectoria

### Como jugador
Comenzó su carrera profesional defendiendo los colores de Green Cross, debutando en 1961 luego de la Tragedia de Green Crossen que falleció gran parte del plantel. Para la temporada 1963 es transferido a Universidad Católica. La Revista Estadio describía esta transferencia «Un buen refuerzo que puede desempeñarse tanto de defensa central como de cuarto back — el puesto en que más nos gusta—».Con el equipo cruzado estuvo 10 temporadas, en las que participó en 311 partidos, siendo uno de los jugadores con más partidos del club, además de formar parte del equipo campeón en 1966.Participó en 4 ediciones de la Copa Libertadores, siendo en 1963 la participación más destacada, cuando junto a sus compañeros llegó a semifinales, siendo el primer equipo chileno en alcanzar dicha instancia.
Tras dejar el equipo de la franja a fines de la temporada 1972, tiene pasos por Audax Italiano, Ferroviarios, O'Higgins,Deportes Arica,Huachipatoy San Antonio Unido,para retirarse a fines de la temporada 1981 defendiendo la camiseta de Santiago Wanderers.

### Como entrenador
Dirigió en dos ocasiones a Deportes Linares y al cuadro de Unión Santa Cruz, ambos en la Primera B. También dirigió a Municipal Las Condes de la Tercera División.

## Selección nacional
Siendo miembro de Green Cross, fue convocado a la selección joven comandada por Fernando Riera en 1960, teniendo como compañeros a Francisco Valdés, Fabián Capot, Guillermo Yávar, entre otros.
Por la Selección chilena, participó en 10 partidos entre 1966 y 1967. 7 de esos partidos fueron válidos por el Campeonato Sudamericano 1967, en donde el conjunto chileno terminó en el tercer puesto.

#### Participaciones en Copa América
| Copa              | Sede    | Resultado | Partidos | Goles |
| ----------------- | ------- | --------- | -------- | ----- |
| Copa América 1967 | Uruguay | Tercero   | 7        | 0     |

## Clubes

### Como jugador
| Club                 | País  | Año       |
| -------------------- | ----- | --------- |
| Green Cross          | Chile | 1979-1986 |
| Universidad Católica | Chile | 1963-1972 |
| Audax Italiano       | Chile | 1973      |
| Ferroviarios         | Chile | 1974-1975 |
| O'Higgins            | Chile | 1976-1977 |
| Deportes Arica       | Chile | 1978      |
| Huachipato           | Chile | 1979      |
| San Antonio Unido    | Chile | 1980      |
| Santiago Wanderers   | Chile | 1981      |

### Como entrenador
| Club                 | País  | Año  |
| -------------------- | ----- | ---- |
| Deportes Linares     | Chile | 1986 |
| Municipal Las Condes | Chile | 1989 |
| Unión Santa Cruz     | Chile | 1993 |
| Deportes Linares     | Chile | 1995 |

## Palmarés

### Como jugador

#### Campeonatos nacionales
| Título                                        | Equipo               | País  | Año  |
| --------------------------------------------- | -------------------- | ----- | ---- |
| Primera División                              | Universidad Católica | Chile | 1966 |
| Campeonato de Apertura de la Segunda División | Huachipato           | Chile | 1979 |